# Zsuzsanna Budapest
Zsuzsanna Budapest ou Zsuzsanna Emese Mokcsay (30 de janeiro de 1940) é uma autora americana (estadunidense, no Brasil) nasceu em Budapeste, na Hungria.
Por volta dos 30 anos se envolveu com o movimento de libertação das mulheres em Los Angeles e se tornou uma ativista, liderando o Women's Center por muitos anos.Foi então que ela comprendeu a necessidade de uma dimensão espiritual perdida há muito no movimento feminista e começou o Movimento de Espiritualidade das Mulheres. Fundou o Susan B. Anthony Coven Number l, o primeiro Coven de Bruxas feministas, que se tornou o modelo para milhares de outros grupos espirituais nascidos e espalhados pelo país. Ela escreveu o The Holy Book of Women's Mysteries, que serviu como o primeiro manual para liderar mulheres em busca de sua própria herança espiritual da Deusa. Zsuzsanna conduziu incontáveis rituais, palestras, aulas, oficinas, e publicou artigos de forma incansável em centenas de jornais femininos em todo Estados Unidos.
Conhecida mundialmente como a mãe da Wicca Diânica, Zsuzsanna atualmente vive na área da baía de San Francisco e viaja muito dando oficinas e palestras em todo o mundo. Atua como diretora de Espiritualidade no Fórum de Mulheres, uma organização sem fins lucrativos, aonde patrocina uma série de palestras mensais sobre a Deusa, assim como retiros de espiritualidade e uma dança espiral anual no Dia das Bruxas. É fundadora e responsável pela Dianic University Online, uma escola on-line feminina dedicada ao estudo do Dianismo e da Deusa.O California Institute for Integral Studies reconheceu recentemente a contribuição de Zsuzsanna Budapest ao Movimento da Espiritualidade Feminina.
Em sua visita ao Brasil em setembro 2014, Zsuzsanna Budapest tornou o autor Claudiney Prieto no primeiro e único homem ordenado por ela em sua Tradição até então exclusivamente feminina, conferindo a ele o título de Kouretes.